# Liste von Drehorten der Harry-Potter-Filme
Diese Liste enthält eine Auswahl der Drehorte der Harry-Potter-Filme. Die achtteilige Filmreihe nach den Harry-Potter-Romanen der englischen Schriftstellerin Joanne K. Rowling wurde unter der Leitung des US-amerikanischen Unternehmens Warner Bros. in Großbritannien produziert und in den Jahren 2001 bis 2011 veröffentlicht. Gemessen am Einspielergebnis ist es mit über 7,5 Milliarden US-Dollar die zweiterfolgreichste Filmreihe überhaupt (Stand: August 2015). Die Studioaufnahmen stammen aus den Leavesden Film Studios im südenglischen Watford; die weiteren Drehorte liegen vor allem in der Nähe dieser Studios, in der britischen Hauptstadt London, deren Umgebung und in Schottland.

## Leavesden Film Studios

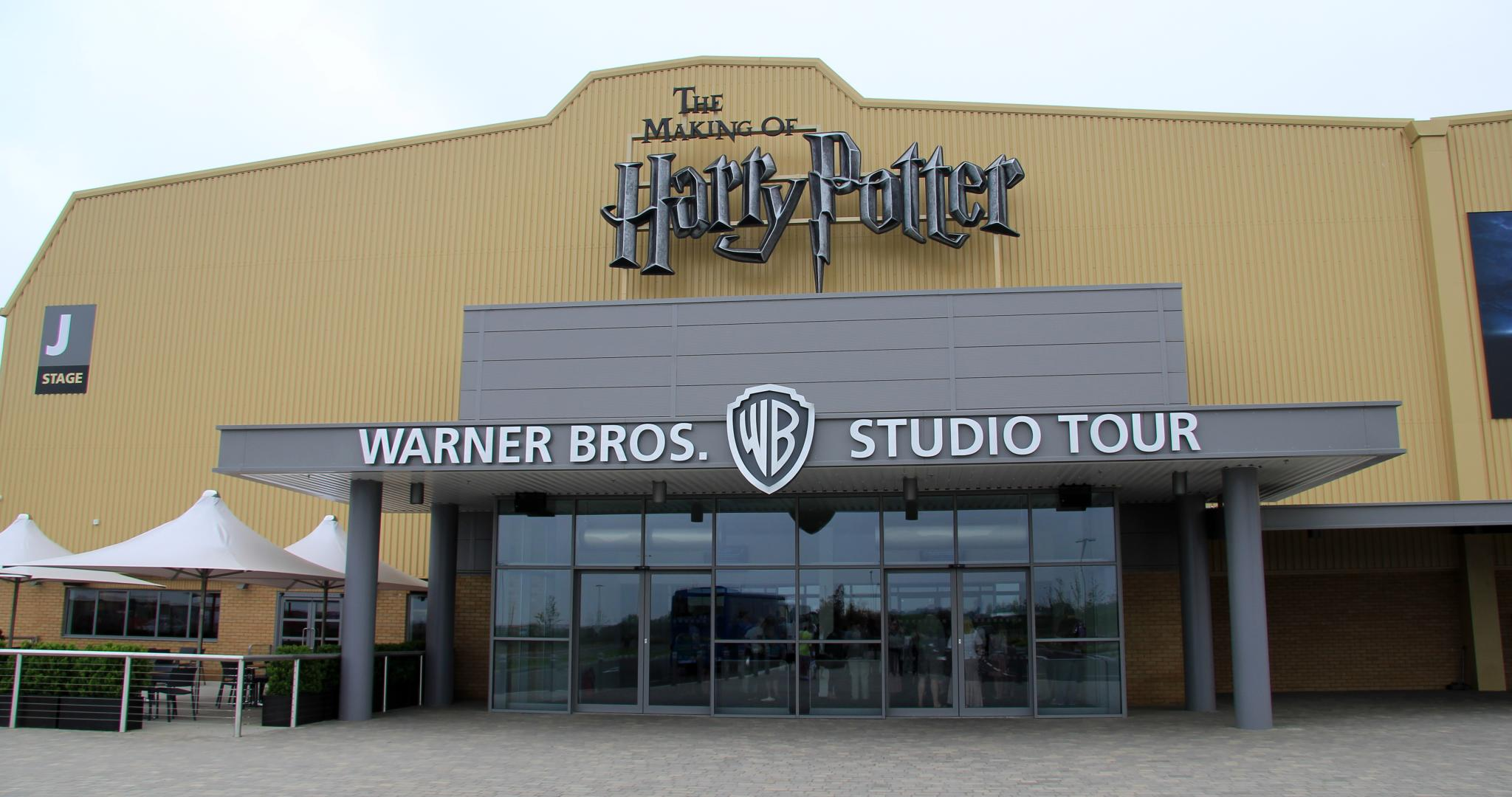
Außenansicht der Leavesden Film Studios, heute Warner Bros. Studios, Leavesden

Sämtliche Studioaufnahmen stammen aus den Leavesden Film Studios, die rund 30 Kilometer nordwestlich von London in der Nähe der englischen Stadt Watford liegen. Dort wurden die Kulissen für einen Großteil der Innendrehs aufgebaut, zum Beispiel die Große Halle des Zauberei-Internats Hogwarts, der Gemeinschaftsraum des Schulhauses Gryffindor oder das Zaubereiministerium. Teilweise sind sie real existierenden Orten nachempfunden. So stand etwa die Große Halle des Oxforder Colleges Christ Church Pate für die Große Halle von Hogwarts.
In den Studios wurden auch einige der anderen Drehorte nachgebaut. Beispielsweise stammen die Aufnahmen für die Außenansichten vom Haus der Dursleys, Harrys Zieheltern, im ersten Film aus dem Vorort Martins Heron der südenglischen Stadt Bracknell. Für die späteren Filme wurde im Studio eine Kopie des Straßenzuges errichtet.
Im November 2010 erwarb Warner die Studios, um dort künftig Filme zu produzieren. Nach Abschluss der Dreharbeiten zum letzten Harry-Potter-Film begann außerdem der Umbau eines Teils des Studios in ein Museum. Die Originalkostüme und -kulissen der Harry-Potter-Kinoreihe sollten hier der Öffentlichkeit zugänglich gemacht werden. Die Eröffnung war 2012.

## Weitere Drehorte
Die folgende Tabelle nennt einige Drehorte der Filme. Sie ist nicht vollständig, sondern gibt nur eine Auswahl wieder. Berücksichtigt wurden vor allem Orte, die in einem oder mehreren Filmen eine prominente Rolle spielen oder die in mehreren Filmen vorkommen. Hellblau hinterlegt sind nicht erfundene Orte, die in den Filmen auftauchen, wenn am Originalschauplatz gedreht wurde.
| Drehort                                          | Handlungsort                                          | Titel: Harry Potter und …     | Titel: Harry Potter und …          | Titel: Harry Potter und …          | Titel: Harry Potter und … | Titel: Harry Potter und …     | Titel: Harry Potter und …  | Titel: Harry Potter und …                  | Titel: Harry Potter und …                  | Karte                              | Foto |
| Drehort                                          | Handlungsort                                          | … der Stein der Weisen (2001) | … die Kammer des Schreckens (2002) | … der Gefangene von Askaban (2004) | … der Feuerkelch (2005)   | … der Orden des Phönix (2007) | … der Halbblutprinz (2009) | … die Heiligtümer des Todes: Teil 1 (2010) | … die Heiligtümer des Todes: Teil 2 (2011) | Karte                              | Foto |
| ------------------------------------------------ | ----------------------------------------------------- | ----------------------------- | ---------------------------------- | ---------------------------------- | ------------------------- | ----------------------------- | -------------------------- | ------------------------------------------ | ------------------------------------------ | ---------------------------------- | ---- |
| Alnwick Castle                                   | Hogwarts, verschiedene Außenansichten                 | ✔                             | ✔                                  |                                    |                           |                               |                            |                                            |                                            | 55.416 -1.707                      |      |
| Australia House, Strand, London                  | Gringotts Innenansicht                                | ✔                             |                                    |                                    |                           |                               |                            |                                            |                                            | 51.51285 -0.115225                 |      |
| Black Park, Wexham                               | Hagrids Hütte, Verbotener Wald, Bahnhof von Hogsmeade | ✔                             | ✔                                  |                                    | ✔                         | ✔                             |                            |                                            |                                            | 51.54 -0.55                        |      |
| Bodleian Library, Universität Oxford             | Hogwarts, verschiedene Innenansichten                 | ✔                             |                                    |                                    | ✔                         |                               |                            |                                            |                                            | 51.7541 -1.2544                    |      |
| Christ Church College, Universität Oxford        | Hogwarts, verschiedene Innenansichten                 | ✔                             | ✔                                  |                                    |                           |                               |                            |                                            |                                            | 51.750277777778 -1.2561111111111   |      |
| Claremont Square, Islington, London              | Grimmauld Place, Außenansicht                         |                               |                                    |                                    |                           | ✔                             |                            | ✔                                          |                                            | 51.5310784 -0.111016631            |      |
| Durham Cathedral                                 | Hogwarts, verschiedene Innen- und Außenansichten      | ✔                             | ✔                                  | ✔                                  |                           |                               |                            |                                            |                                            | 54.774166666667 -1.5762777777778   |      |
| Freshwater West, Castlemartin, Pembrokeshire     | Bill und Fleurs Hütte                                 |                               |                                    |                                    |                           |                               |                            | ✔                                          | ✔                                          | 51.661483333333 -5.0628083333333   |      |
| Glenfinnan-Viadukt                               | Hogwarts-Express-Zugstrecke                           |                               | ✔                                  | ✔                                  | ✔                         |                               |                            |                                            |                                            | 56.876097222222 -5.4313805555556   |      |
| Great Scotland Yard Ecke Scotland Place, London  | Zaubereiministerium, Besuchereingang                  |                               |                                    |                                    |                           | ✔                             |                            |                                            |                                            | 51.506341 -0.12576341              |      |
| Gloucester Cathedral, Kreuzgänge                 | Hogwarts, verschiedene Innen- und Außenansichten      | ✔                             | ✔                                  |                                    |                           |                               | ✔                          |                                            |                                            | 51.8675 -2.2466666666667           |      |
| Goathland, Bahnhof                               | Hogsmeade, Bahnhof                                    | ✔                             |                                    |                                    |                           |                               |                            |                                            |                                            | 54.400654 -0.712124                |      |
| Harrow School, Fourth Form Room                  | Hogwarts, Klassenzimmer von Professor Flitwick        | ✔                             |                                    |                                    |                           |                               |                            |                                            |                                            | 51.573103 -0.333792                |      |
| King’s Cross, London                             | King’s Cross, London                                  | ✔                             | ✔                                  | ✔                                  | ✔                         | ✔                             | ✔                          | ✔                                          | ✔                                          | 51.531944444444 -0.12277777777778  |      |
| Lacock                                           | Haus der Potters, Budleigh Babberton                  | ✔                             |                                    |                                    |                           |                               | ✔                          |                                            |                                            | 51.4125 -2.1183333333333           |      |
| Lacock Abbey                                     | Hogwarts, verschiedene Innenansichten                 | ✔                             | ✔                                  |                                    |                           |                               |                            |                                            |                                            | 51.41475 -2.11718                  |      |
| Leadenhall Market, London 42 Bull’s Head Passage | Zum Tropfenden Kessel Eingang                         | ✔                             |                                    |                                    |                           |                               |                            |                                            |                                            | 51.512695 -0.08406                 |      |
| Londoner Zoo, Reptilienhaus                      | Londoner Zoo, Reptilienhaus                           | ✔                             |                                    |                                    |                           |                               |                            |                                            |                                            | 51.534722222222 -0.15416666666667  |      |
| Loch Shiel                                       | See nahe Hogwarts                                     |                               | ✔                                  | ✔                                  | ✔                         | ✔                             | ✔                          | ✔                                          | ✔                                          | 56.789722222222 -5.59              |      |
| Martins Heron, Bracknell, 12 Picket Post Close   | Little Whinging, Ligusterweg 4                        | ✔                             |                                    |                                    |                           |                               |                            |                                            |                                            | 51.408794929602 -0.72143778204918  |      |
| Millennium Bridge, London                        | Millennium Bridge, London                             |                               |                                    |                                    |                           |                               | ✔                          |                                            |                                            | 51.509722222222 -0.098333333333333 |      |
| New College, Universität Oxford                  | Hogwarts, Kreuzgang, Innenhof                         |                               |                                    |                                    | ✔                         |                               |                            |                                            |                                            | 51.754277 -1.251288                |      |
| North Yorkshire Moors Railway                    | Hogwarts-Express-Zugstrecke                           | ✔                             |                                    |                                    |                           |                               |                            |                                            |                                            | 54.247073733768 -0.77817320823669  |      |
| Piccadilly Circus, London                        | Piccadilly Circus, London                             |                               |                                    |                                    |                           |                               |                            | ✔                                          |                                            | 51.509861 -0.134529                |      |
| 7A Stoney Street, London                         | Zum Tropfenden Kessel Eingang                         |                               |                                    | ✔                                  |                           |                               |                            |                                            |                                            | 51.50520654499 -0.091063678264618  |      |
| Swinley Forest, Bracknell                        | Waldszenen                                            |                               |                                    |                                    |                           |                               |                            | ✔                                          | ✔                                          | 51.3984 -0.7164                    |      |